# 1287 Lorcia
1287 Lorcia (1933 QL) là một tiểu hành tinh vành đai chính được phát hiện ngày 25 tháng 8 năm 1933 bởi Sylvain Arend ở Uccle.
Nó được đặt theo tên vợ của Tadeusz Banachiewicz, một nhà toán học và nhà thiên văn học Ba Lan.